# Lipopolissacarídeo

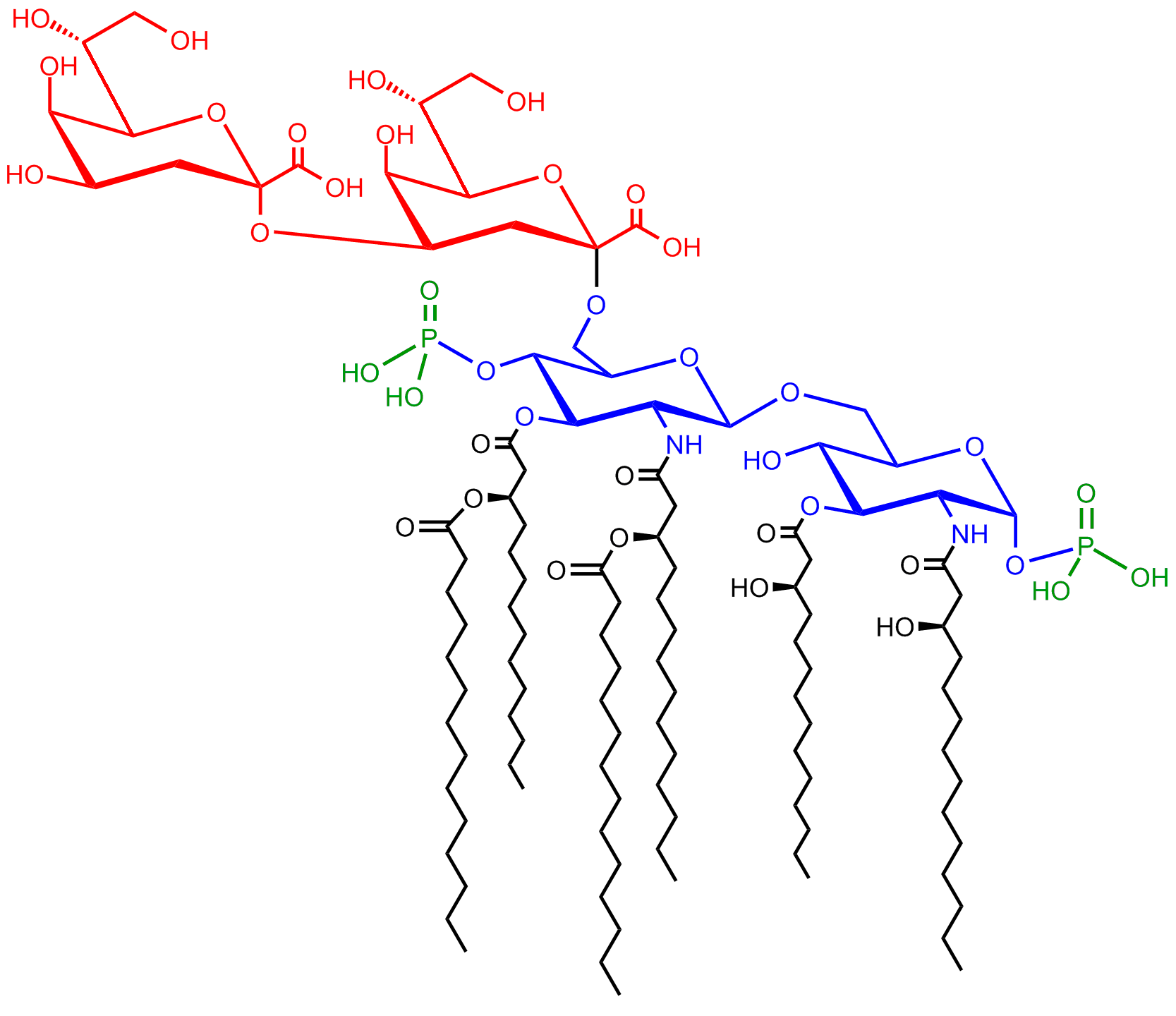
Kdo2-lipídeo A, um LPS do E.coli. Glucosamina em azul, KDO (ceto-deoxi-octulosonato)em vermelho, fosfatos em verde, lipídios em negro.

Lipopolissacarídeo (LPS) ou lipoglicano é uma molécula de grandes dimensões constituída de um lípido e um polissacarídeo (carboidrato) ligados por uma ligação covalente. LPS é um dos componentes principais da membrana exterior de bactérias gram-negativas, contribuindo para a integridade estrutural da bactéria e protegendo sua membrana de certos tipos de ataque químico. Serve para fazer mimetismo, pois se um grande número de bactérias diferentes parecem iguais, isso dificulta uma resposta mais específica e eficiente do organismo a cada uma delas. 
É composta de um antígeno O (parte mais externa), um núcleo externo, um núcleo interno e um lipídeo A(parte mais interna).
O LPS é uma endotoxina que provoca uma forte resposta por parte de sistemas imunitários de animais saudáveis. Macrófagos, monócitos, células dendríticas e linfócitos B que entram em contato com um LPS promovem resposta inflamatória, febre, vasodilatação (óxido nítrico) e secreção de eicosanoides.